# 楊家俍
楊家俍（1980年4月13日—），臺灣台北市人，民主進步黨籍。 國立政治大學政治學系學士、碩士。現任桃園市議員、民進黨客家事務部主任。
2023年3月，楊家俍宣布參選桃園市第五選舉區立委。4月，楊家俍通過初選，獲民進黨提名。5月，楊家俍自揭曾犯《兒童及少年性交易防制條例》，主動向民進黨提出放棄提名資格的申請。

## 選舉紀錄
| 年度 | 選舉屆數             | 選舉區           | 所屬政黨   | 得票數 | 得票率 | 當選標記 | 備註  |
| ---- | -------------------- | ---------------- | ---------- | ------ | ------ | -------- | ----- |
| 2014 | 第一屆桃園市議員選舉 | 桃園市第八選舉區 | 民主進步黨 | 8,736  | 8.82%  |          | [ 5 ] |
| 2018 | 第二屆桃園市議員選舉 | 桃園市第八選舉區 | 民主進步黨 | 11,111 | 10.67% |          | [ 5 ] |
| 2022 | 第三屆桃園市議員選舉 | 桃園市第八選舉區 | 民主進步黨 | 10,127 | 9.54%  |          | [ 5 ] |